# Les Genettes
Les Genettes sont une commune française, située dans le département de l'Orne en région Normandie, peuplée de 162 habitants.

## Géographie
| Bonnefoi          | Bonnefoi, Les Aspres | Les Aspres                    |
| Bonsmoulins       | des Genettes         | Les Aspres                    |
| Soligny-la-Trappe | Soligny-la-Trappe    | Les Aspres, Soligny-la-Trappe |

### Hydrographie
La commune est située dans le bassin Seine-Normandie. Elle est drainée par l'Iton, l'Itonne, le fossé 01 des Barres, le fossé 01 du Moulin des Souches et l'Iton,,.
L'Iton, d'une longueur de 132 km, prend sa source dans la commune de Mahéru et se jette  dans l'Eure à Acquigny, après avoir traversé 39 communes. 
Deux plans d'eau complètent le réseau hydrographique : le plan d'eau de la commune des Genettes (0,69 ha) et le plan d'eau des Barres (0,33 ha),.

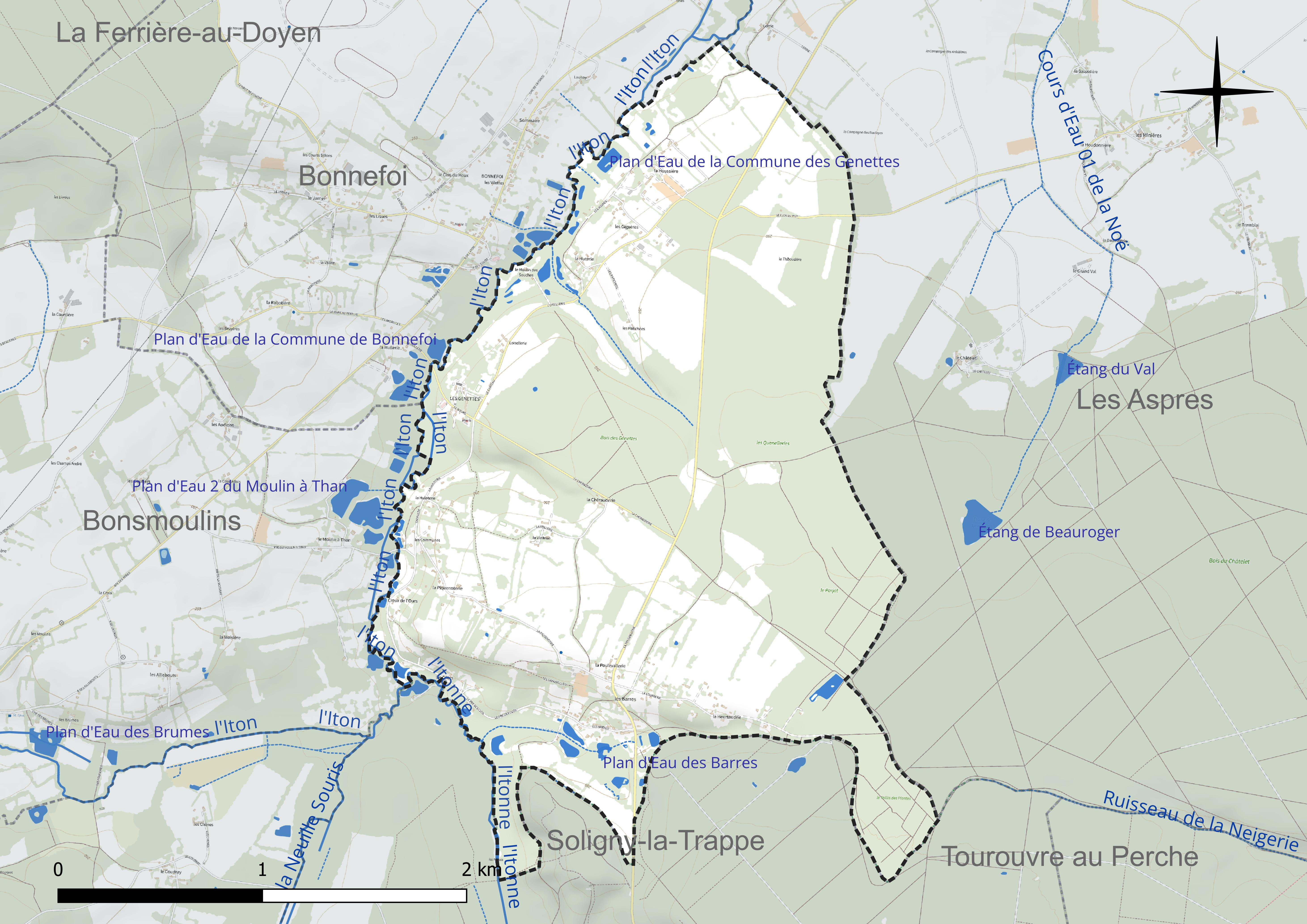
Réseau hydrographique des Genettes.

### Climat
Pour des articles plus généraux, voir Climat de la Normandie et Climat de l'Orne.
En 2010, le climat de la commune est de type climat océanique dégradé des plaines du Centre et du Nord, selon une étude du CNRS s'appuyant sur une série de données couvrant la période 1971-2000. En 2020, Météo-France publie une typologie des climats de la France métropolitaine dans laquelle la commune est exposée à un climat océanique altéré et est dans la région climatique Normandie (Cotentin, Orne), caractérisée par une pluviométrie relativement élevée (850 mm/a) et un été frais (15,5 °C) et venté. Parallèlement le GIEC normand, un groupe régional d’experts sur le climat, différencie quant à lui, dans une étude de 2020, trois grands types de climats pour la région Normandie, nuancés à une échelle plus fine par les facteurs géographiques locaux. La commune est, selon ce zonage, exposée à un « climat contrasté des collines », correspondant au Pays d'Ouche et au Perche et bénéficiant d’un caractère continental affirmé avec des précipitations atténuées et des amplitudes thermiques fortes.
Pour la période 1971-2000, la température annuelle moyenne est de 9,6 °C, avec une amplitude thermique annuelle de 14,5 °C. Le cumul annuel moyen de précipitations est de 828 mm, avec 12,8 jours de précipitations en janvier et 8,2 jours en juillet. Pour la période 1991-2020, la température moyenne annuelle observée sur la station météorologique la plus proche, située sur la commune de Tourouvre au Perche à 10 km à vol d'oiseau, est de 10,9 °C et le cumul annuel moyen de précipitations est de 749,1 mm,. Pour l'avenir, les paramètres climatiques de la commune estimés pour 2050 selon différents scénarios d’émission de gaz à effet de serre sont consultables sur un site dédié publié par Météo-France en novembre 2022.

## Urbanisme

### Typologie
Au 1er janvier 2024, Les Genettes sont catégorisées commune rurale à habitat très dispersé, selon la nouvelle grille communale de densité à sept niveaux définie par l'Insee en 2022.
Elle est située hors unité urbaine. Par ailleurs la commune fait partie de l'aire d'attraction de L'Aigle, dont elle est une commune de la couronne,. Cette aire, qui regroupe 32 communes, est catégorisée dans les aires de moins de 50 000 habitants,.

### Occupation des sols
L'occupation des sols de la commune, telle qu'elle ressort de la base de données européenne d’occupation biophysique des sols Corine Land Cover (CLC), est marquée par l'importance des territoires agricoles (53,2 % en 2018), en augmentation par rapport à 1990 (47,5 %). La répartition détaillée en 2018 est la suivante : 
forêts (46,7 %), prairies (28,3 %), zones agricoles hétérogènes (12,5 %), terres arables (12,3 %), milieux à végétation arbustive et/ou herbacée (0,1 %). L'évolution de l’occupation des sols de la commune et de ses infrastructures peut être observée sur les différentes représentations cartographiques du territoire : la carte de Cassini (XVIIIe siècle), la carte d'état-major (1820-1866) et les cartes ou photos aériennes de l'IGN pour la période actuelle (1950 à aujourd'hui).

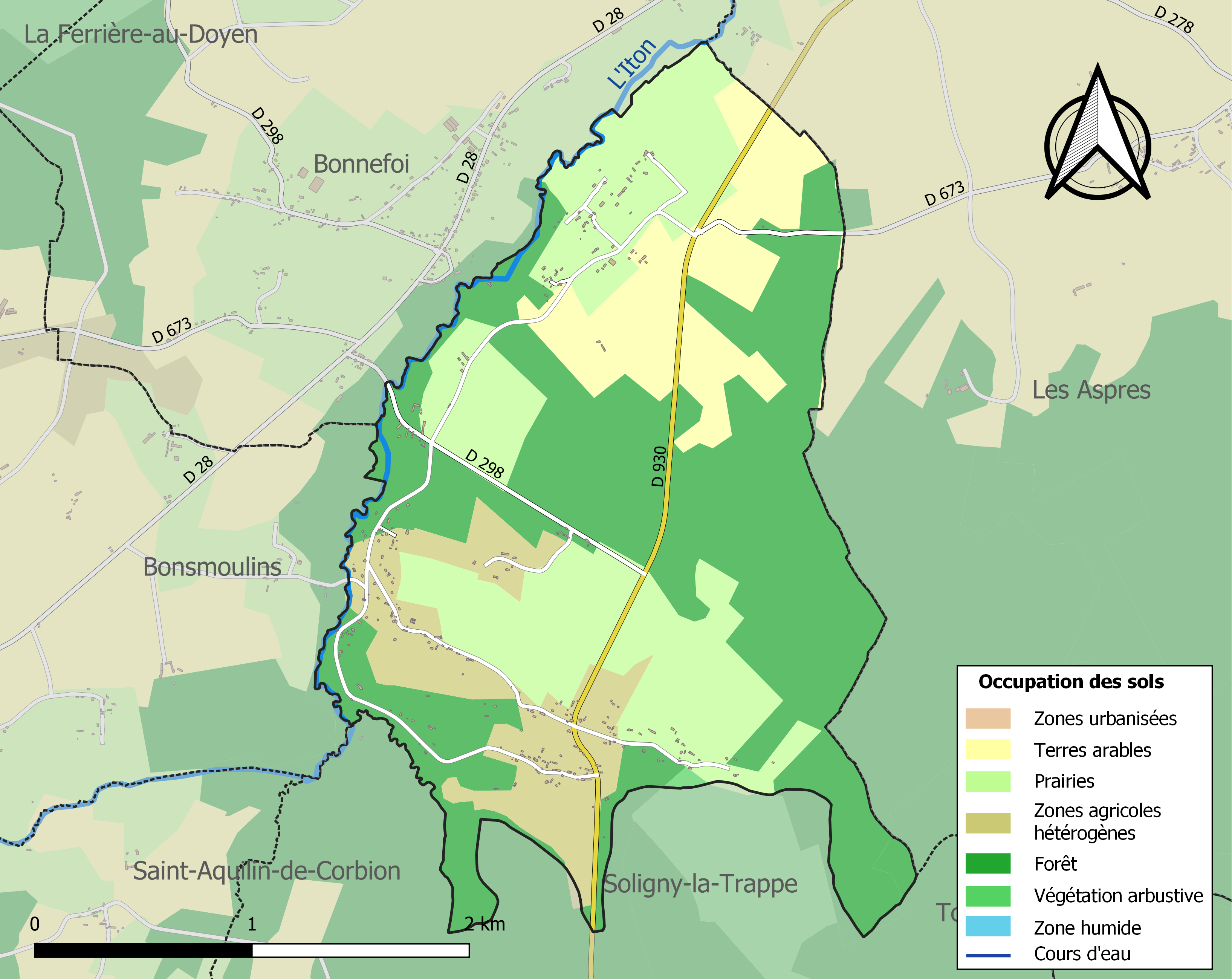
Carte des infrastructures et de l'occupation des sols de la commune en 2018 (CLC).

## Toponymie
Pluriel de l'oïl geneste, « genêt », indiqué sur les documents de la baronnie de L'Aigle au XVIe siècle.

## Histoire
- L’affaire criminelle Clémentine Cavalier se déroule dans un hameau des Genettes. La criminelle est jugée par la cour d'assises de l’Orne le 9 février 1920[24].

## Politique et administration
| Période                                  | Période   | Identité                | Étiquette | Qualité                                      |
| ---------------------------------------- | --------- | ----------------------- | --------- | -------------------------------------------- |
| ?                                        | mars 2001 | Pierre-Claude Destermes |           |                                              |
| mars 2001                                | mai 2020  | Anne Laruelle           | SE        | Assistante sociale, accueillante touristique |
| mai 2020                                 | En cours  | Gilbert Matelot         | SE        | Commerçant                                   |
| Les données manquantes sont à compléter. |           |                         |           |                                              |

Le conseil municipal est composé de onze membres dont le maire et deux adjoints.

## Démographie
L'évolution du nombre d'habitants est connue à travers les recensements de la population effectués dans la commune depuis 1793. Pour les communes de moins de 10 000 habitants, une enquête de recensement portant sur toute la population est réalisée tous les cinq ans, les populations de référence des années intermédiaires étant quant à elles estimées par interpolation ou extrapolation. Pour la commune, le premier recensement exhaustif entrant dans le cadre du nouveau dispositif a été réalisé en 2006.
En 2022, la commune comptait 162 habitants, en évolution de −16,06 % par rapport à 2016 (Orne : −3,21 %, France hors Mayotte : +2,11 %).
Les Genettes ont compté jusqu'à 389 habitants en 1841.
| 1793 | 1800 | 1806 | 1821 | 1836 | 1841 | 1846 | 1851 | 1856 |
| ---- | ---- | ---- | ---- | ---- | ---- | ---- | ---- | ---- |
| 350  | 326  | 332  | 316  | 330  | 389  | 378  | 354  | 335  |

| 1861 | 1866 | 1872 | 1876 | 1881 | 1886 | 1891 | 1896 | 1901 |
| ---- | ---- | ---- | ---- | ---- | ---- | ---- | ---- | ---- |
| 339  | 326  | 317  | 306  | 273  | 248  | 275  | 252  | 268  |

| 1906 | 1911 | 1921 | 1926 | 1931 | 1936 | 1946 | 1954 | 1962 |
| ---- | ---- | ---- | ---- | ---- | ---- | ---- | ---- | ---- |
| 240  | 234  | 194  | 236  | 211  | 207  | 166  | 181  | 163  |

| 1968 | 1975 | 1982 | 1990 | 1999 | 2006 | 2011 | 2016 | 2021 |
| ---- | ---- | ---- | ---- | ---- | ---- | ---- | ---- | ---- |
| 116  | 88   | 91   | 101  | 128  | 171  | 177  | 193  | 173  |

| 2022 | - | - | - | - | - | - | - | - |
| ---- | - | - | - | - | - | - | - | - |
| 162  | - | - | - | - | - | - | - | - |

## Culture locale et patrimoine

### Lieux et monuments
- Église de l'Assomption-Saint-Martin et chapelle.
- Château des Genettes.
- Les Fossés le Roy : des portions subsistent en particulier proche de la mairie. Les fossés sont creusés entre 1158 et 1168 sous l'ordre du duc de Normandie et roi d'Angleterre Henri II Plantagenêt, arrière-petit-fils de Guillaume le Conquérant pour marquer et défendre sa frontière.

### Personnalités liées à la commune
- Pierre II d'Escorches (né au XVIIe siècle) prit résidence au château des Genettes en 1666. Descendant de Guillaume d'Escorches, chevalier parti en croisade en 1190 et 1191, qui selon la légende est revenu de Palestine avec un bout de la croix de Jésus Christ, qui donna le nom à son fief Mesnil-Sainte-Croix (aujourd'hui Sainte-Croix-du-Mesnil-Gonfroy)[31].
- Loïk Le Floch-Prigent (né en 1943) a acheté le château des Genettes en 1991[32].

### Héraldique
| Blason de Genettes (Les) | Blason  | De sinople à treize fleurs de genêt d'or ordonnées 5, 4, 3 & 1 ; au chef de gueules* chargé de deux léopards affrontés d'or, armés et lampassés d'azur. |
| Blason de Genettes (Les) | Détails | * Il y a là non-respect de la règle de contrariété des couleurs : ces armes sont fautives (gueules sur sinople). Armes parlantes (Genêt → Les Genettes). Le champ de sinople représente les forêts du Perche. Les genêts renvoient au toponyme de la commune. Les léopards d'or sur champ de gueules rappellent les armes de la Normandie. Le statut officiel du blason reste à déterminer. |